# Bartramia pseudostricta
Bartramia pseudostricta là một loài rêu trong họ Bartramiaceae. Loài này được Catches. mô tả khoa học đầu tiên năm 1987.